# Yamanaka Shikanosuke

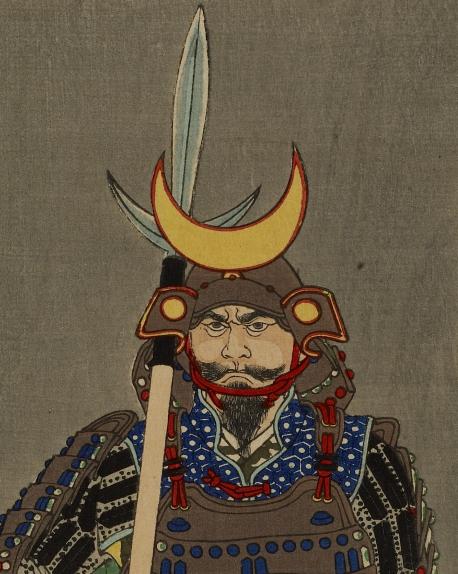
Yamanaka Shikanosuke

Yamanaka Shikanosuke (japanisch 山中 鹿之助, auch bekannt unter dem Namen Yamanaka Yukimori (山中 幸盛); geboren etwa 20. September 1545 in der Provinz Izumo; gestorben 20. August 1578 in der Provinz Harima) war ein japanischer Samurai.

## Leben und Wirken
Yamanaka Shikanosuke, ein Samurai, ist bekannt für seine Treue zur Familie Amako (尼子氏) in der Provinz Izumo. 1566 wurden die Amako von dem Mōri-Klan besiegt, worauf Yamanaka ein Rōnin wurde.
Yamanaka konnte Amago Katsuhisa (尼子 勝久; 1553–1578), den einzigen Überlebenden der Familie, der Kyōto Priester geworden war, überreden, seine Priesterschaft aufzugeben, die Führung der Familie zu übernehmen und die einstige Domäne seiner Familie wieder zu gewinnen. 1569 konnten die beiden einen großen Teil des Besitzes zurückerobern, waren aber frustriert durch den Umstand, dass viele Amako-Vasallen zu den Mōri übergelaufen waren.
Von 1573 bis 1574 griffen Amago und Yamanaka die Mōri in der Provinz Inaba an, wahrscheinlich mit verdeckter Unterstützung durch Oda Nobunaga, wurden jedoch geschlagen.
Als 1577 Oda Nobunaga Toyotomi Hideyoshi gegen die Mōri sandte, wurden Amako und Yamanaka mit der Aufsicht über die Burg Kōzuki (上月城, Kōzuki-jō) in der Provinz Harima beauftragt. Kōzuki wurde im Sommer darauf von den Mōri erobert. Katsuhisa beging Harakiri und Yamanaka wurde getötet.